# Stazione di Imola
Stazione di Imola vasútállomás Olaszországban, Imola településen.

## Vasútvonalak
Az állomást az alábbi vasútvonalak érintik:
- Bologna–Ancona-vasútvonal

## Kapcsolódó állomások
A vasútállomáshoz az alábbi állomások vannak a legközelebb:
- Stazione di Castelbolognese-Riolo Terme
- Stazione di Castel San Pietro Terme